# 前田大然
前田 大然（まえだ だいぜん、1997年10月20日 - ）は、大阪府南河内郡太子町出身のプロサッカー選手。スコティッシュ・プレミアシップ・セルティックFC所属。ポジションはフォワード（センターフォワード、ウイング）、ミッドフィールダー（サイドハーフ、左ウイングバック）。日本代表。

## 経歴

### プロデビュー以前
2010年1月の全国高校サッカー選手権で優勝した山梨学院大学附属高校に憧れ、大阪から同校へ入学。高校1年生の1月に、部員仲間1人とチームの規律を乱す行為をしたとしてサッカー部から除籍されるが、約1年後に復部が認められ、高校3年次のプリンスリーグ関東では、12ゴールを挙げて得点王になった。
前線からの鋭いプレッシングと同時に相手選手に気づかれない絶妙なステップで間合いを詰める様子が、静粛性に優れたプリウスの特徴とかぶったことから、高校時代のあだ名は「プリウス」。

### 松本山雅FC
大学進学を視野に入れていた2014年11月、松本山雅FCの練習へ2度参加し実力を認められ、2016年に加入。同年2月28日、開幕戦のロアッソ熊本戦で途中出場し、Jリーグデビュー。天皇杯1回戦の徳山大学戦でプロ初ゴールを決めた。

### 水戸ホーリーホック
2017年、水戸ホーリーホックへ期限付き移籍した。第31節の名古屋グランパス戦で得点を決めてシーズン2桁ゴールを達成した。

### 松本山雅FC（第2期）
2018年、松本に復帰。同年は29試合7ゴールを記録し、松本のJ1昇格及びJ2優勝に貢献した。

### CSマリティモ
2019年7月21日、ポルトガル1部CSマリティモへの期限付き移籍が発表された。8月11日、開幕戦のスポルティングCP戦で途中出場からデビューを果たした。8月25日、CDトンデラ戦で移籍後初ゴールを決めた。

### 横浜F・マリノス
2020年8月3日、横浜F・マリノスへの期限付き移籍が発表された。8月19日、第11節の清水エスパルス戦で移籍後初ゴールを決めた。シーズン終了後、完全移籍で加入を発表した。
2021年は、第2節のサンフレッチェ広島戦で2ゴールを決めたことを皮切りにゴールを量産。第24節の大分トリニータ戦ではプロ初のハットトリックを達成。第35節のFC東京戦ではシーズン2度目のハットトリックを達成し、第38節の川崎フロンターレ戦でもゴールを決め、この試合で先制ゴールを挙げていた川崎のレアンドロ・ダミアンと23ゴールで並び、得点王を分け合う形となった。この年は前田の活躍もあり、チームはJ1過去最多82ゴールを挙げ、2位の好成績を残した。

### セルティックFC
2021年12月31日、セルティックFCへの期限付き移籍（買い取りオプション付き）が発表された。2022年1月19日、リーグ第21節のハイバーニアンFC戦で移籍後初出場で初ゴールを決めた。味方を助ける前線からのプレスなど献身的な動きから、ファンの間では漫画「ドラゴンボール」のキャラクタークリリンに因んで、足の速いクリリンと呼ばれている。加入後リーグ戦6ゴールを決めるなどの活躍を見せ、シーズン終了後に完全移籍が決定した。
2022年9月6日、UEFAチャンピオンズリーグ・GL第1節のレアル・マドリード戦で途中出場からCLデビューを果たした。
2025年2月18日、欧州CLの決勝トーナメントを賭けたプレーオフ（2試合）で1ゴール1アシストの活躍で孤軍奮闘し、アディショナルタイムに勝ち越しゴールを決められるまでは同大会歴代3位の優勝数を誇るバイエルン・ミュンヘンを敗退寸前まで追い詰めた。尚、日本人選手が1シーズンに欧州CLで4ゴールを記録したのも初の快挙となった。
2024-25シーズンでリーグ戦33試合で16ゴール10アシストを記録し、リーグ4連覇に大きく貢献。優勝を果たしたカップ戦や、UEFAチャンピオンズリーグを含めると、公式戦49試合で33ゴール12アシストの大活躍で、スコティッシュ・プレミアシップが選ぶリーグ年間MVPを受賞した。またチームの選手・ファンが選ぶセルティック年間MVPも受賞。さらにスコットランドプロサッカー選手協会（SPFA）に登録されている現役選手の投票によって決定されるSPFA年間最優秀選手賞も受賞するなど今季のスコットランドで個人賞を総なめにした。

### 代表
2018年、パラグアイ遠征でU-21日本代表へ選出され、第2戦のU-21ベネズエラ代表戦で代表初先発を果たした。2018年アジア競技大会の日本代表へ選出されたが準決勝（アラブ首長国連邦代表戦）で負傷し、右前脛腓靭帯および右前距腓靭帯損傷で全治5～6週間の怪我と診断された。
2019年5月24日、コパ・アメリカに臨む東京オリンピック世代中心で構成された日本代表へ初選出された。松本山雅から初めて選ばれたA代表選手となった。6月17日、初戦のチリ戦でスタメン出場し、代表デビューを果たした。
2021年6月22日、東京オリンピックに出場するU-24日本代表のメンバーに選出。グループリーグ第3節のフランス戦でゴールを挙げた。
2022年11月1日、カタールワールドカップに臨む日本代表に選出。グループステージのスペイン戦に1トップで出場すると、得意のプレスをかけ続け、62分に交代するまでに両チーム最多の62回のスプリントを記録。同点ゴールの起点にもなるなど、グループステージ突破に貢献した。決勝トーナメント1回戦のクロアチア戦では先制ゴールを挙げ、64分間の出場でスペイン戦を上回る68回のスプリントを記録した。チームは敗れたものの、スプリント力を生かした前線からの守備でチームのベスト16進出に貢献し、『BBC』ユーザーの採点によるW杯ベスト11に選出された。
2023年6月20日、ペルー戦で後半26分から途中出場し、後半30分に相手のパスミスを突き、ゴールを挙げた。
2024年9月5日、2026 FIFAワールドカップ・アジア3次予選の中国戦に後半から途中出場し、伊東純也のクロスからタイミング良く頭で合わせ、ゴールを挙げた。

## 人物
- 水戸在籍時には「J2最速」とも称されたスピードが持ち味[40]。また、スピードだけなく手動計測ながら50mを5.8秒で走る俊足も併せ持っている。2019年リーグ第2節の大分トリニータ戦では53回、 2021年リーグ第8節のセレッソ大阪戦では62回のスプリントを記録した。さらに、2021年リーグ第24節大分戦では計測開始史上最多である64回のスプリントを記録した。また、J1リーグの選手試合別スプリント回数ランキングでは上位20名のうち、のべ16回ランクインしている[41]。
- 家族については2018年7月10日に入籍し[42]、2019年6月13日に長女[43]、2021年8月31日に長男[44]、2025年5月に次男が誕生している[45]。
- 2020年3月、芸能事務所の吉本興業とマネジメント契約を結んだことが発表された[46][47]。公式サイトのプロフィール欄には「50mを5.8秒で走る韋駄天」と紹介された。
- 2020年10月26日に横浜F・マリノスの公式YouTubeに投稿された動画内で前田にチアゴ・マルチンスが年齢を尋ね、前田は22歳と答えるが、貫禄のある雰囲気に違和感を覚えたのか、チアゴに「ウソをつくな!」、エリキに「ブラジル人をだますな!」と言われる場面があった。このやり取りがSNS上で反響を起こした[48]。
- 2021年リーグ第11節の横浜FC戦のゴール後、アンパンマンのゴールパフォーマンスを披露し話題となった。これは娘との約束であると公言し、移籍後もアンパンマン関連のゴールパフォーマンスを継続した。
- 長らくスキンヘッドがトレードマークであったが、娘に嫌がられたことで髪を伸ばす決意を固める。以降は短髪にしている。
- 2025年2月、欧州CLの決勝トーナメントを賭けたプレーオフ（2試合）の第1戦後に更衣室でバイエルン・ミュンヘンの選手全員が、ゴールにスプリントに活躍した前田の話題で持ちきりとなった[49]。

## 所属クラブ
- 太子町ジュニアサッカークラブ
- 川上FC（太子町立中学校）[50]
- 山梨学院高等学校
- 2016年 - 2020年  松本山雅FC
  - 2017年  水戸ホーリーホック（期限付き移籍）
  - 2019年7月 - 2020年7月  マリティモ（期限付き移籍）
  - 2020年8月 - 同年12月  横浜マリノス / 横浜F・マリノス（期限付き移籍）
- 2021年 - 2022年  横浜F・マリノス
  - 2022年1月 - 同年5月  セルティック（期限付き移籍）
- 2022年5月 -  セルティック

## 個人成績
| 国内大会個人成績 | 国内大会個人成績 | 国内大会個人成績 | 国内大会個人成績 | 国内大会個人成績 | 国内大会個人成績 | 国内大会個人成績 | 国内大会個人成績 | 国内大会個人成績 | 国内大会個人成績 | 国内大会個人成績 | 国内大会個人成績 |
| 年度             | クラブ           | 背番号           | リーグ           | リーグ戦         | リーグ戦         | リーグ杯         | リーグ杯         | オープン杯       | オープン杯       | 期間通算         | 期間通算         |
| 年度             | クラブ           | 背番号           | リーグ           | 出場             | 得点             | 出場             | 得点             | 出場             | 得点             | 出場             | 得点             |
| 日本             | 日本             | 日本             | 日本             | リーグ戦         | リーグ戦         | リーグ杯         | リーグ杯         | 天皇杯           | 天皇杯           | 期間通算         | 期間通算         |
| ---------------- | ---------------- | ---------------- | ---------------- | ---------------- | ---------------- | ---------------- | ---------------- | ---------------- | ---------------- | ---------------- | ---------------- |
| 2016             | 松本             | 38               | J2               | 9                | 0                | -                | -                | 1                | 1                | 10               | 1                |
| 2017             | 水戸             | 38               | J2               | 36               | 13               | -                | -                | 0                | 0                | 36               | 13               |
| 2018             | 松本             | 7                | J2               | 29               | 7                | -                | -                | 0                | 0                | 29               | 7                |
| 2019             | 松本             | 7                | J1               | 18               | 2                | 0                | 0                | 0                | 0                | 18               | 2                |
| ポルトガル       | ポルトガル       | ポルトガル       | ポルトガル       | リーグ戦         | リーグ戦         | リーグ杯         | リーグ杯         | ポルトガル杯     | ポルトガル杯     | 期間通算         | 期間通算         |
| 2019-20          | マリティモ       | 13               | プリメイラ       | 23               | 3                | 0                | 0                | 1                | 1                | 24               | 4                |
| 日本             | 日本             | 日本             | 日本             | リーグ戦         | リーグ戦         | リーグ杯         | リーグ杯         | 天皇杯           | 天皇杯           | 期間通算         | 期間通算         |
| 2020             | 横浜FM           | 38               | J1               | 23               | 3                | 2                | 0                | -                | -                | 25               | 3                |
| 2021             | 横浜FM           | 38               | J1               | 36               | 23               | 4                | 0                | 0                | 0                | 40               | 23               |
| スコットランド   | スコットランド   | スコットランド   | スコットランド   | リーグ戦         | リーグ戦         | S・リーグ杯      | S・リーグ杯      | スコティッシュ杯 | スコティッシュ杯 | 期間通算         | 期間通算         |
| 2021-22          | セルティック     | 38               | S・プレミア      | 16               | 6                | -                | -                | 4                | 1                | 20               | 7                |
| 2022-23          | セルティック     | 38               | S・プレミア      | 35               | 8                | 4                | 2                | 4                | 1                | 43               | 11               |
| 2023-24          | セルティック     | 38               | S・プレミア      | 28               | 6                | 1                | 0                | 3                | 4                | 32               | 10               |
| 2024-25          | セルティック     | 38               | S・プレミア      | 34               | 16               | 3                | 6                | 5                | 7                | 42               | 29               |
| 通算             | 日本             | 日本             | J1               | 77               | 28               | 6                | 0                | 0                | 0                | 83               | 28               |
| 通算             | 日本             | 日本             | J2               | 74               | 20               | -                | -                | 1                | 1                | 75               | 21               |
| 通算             | ポルトガル       | ポルトガル       | プリメイラ       | 23               | 3                | 0                | 0                | 1                | 1                | 24               | 4                |
| 通算             | スコットランド   | スコットランド   | S・プレミア      | 113              | 36               | 8                | 8                | 16               | 13               | 137              | 57               |
| 総通算           | 総通算           | 総通算           | 総通算           | 287              | 87               | 14               | 8                | 18               | 15               | 319              | 110              |

| 国際大会個人成績 | 国際大会個人成績 | 国際大会個人成績 | 国際大会個人成績 | 国際大会個人成績 |
| 年度             | クラブ           | 背番号           | 出場             | 得点             |
| AFC              | AFC              | AFC              | ACL              | ACL              |
| ---------------- | ---------------- | ---------------- | ---------------- | ---------------- |
| 2020             | 横浜FM           | 38               | 5                | 0                |
| UEFA             | UEFA             | UEFA             | UEFA CL          | UEFA CL          |
| 2022-23          | セルティック     | 38               | 6                | 0                |
| 2023-24          | セルティック     | 38               | 4                | 0                |
| 2024-25          | セルティック     | 38               | 9                | 4                |
| 通算             | AFC              | AFC              | 5                | 0                |
| 通算             | UEFA             | UEFA             | 19               | 4                |

出場歴
- Jリーグ初出場 - 2016年2月28日 J2第1節 ロアッソ熊本戦（うまスタ）
- Jリーグ初得点 - 2017年3月4日 J2第2節 ツエーゲン金沢戦（Ksスタ）

## タイトル

### クラブ
松本山雅FC
- J2リーグ：1回（2018年）

セルティックFC
- スコティッシュ・プレミアシップ：3回（2021-22、2022-23、2023-24）
- スコティッシュリーグカップ：1回（2022-23）

### 個人
- TAG Heuer YOUNG GUNS AWARD：1回（2017年）
- J1リーグ 得点王：1回（2021年）
- J1リーグ ベストイレブン：1回（2021年）
- スコティッシュ・プレミアシップ月間MVP：2回（2025年2·3月）
- スコティッシュ・プレミアシップ年間MVP：1回（2024-25年）
- SPFA年間最優秀選手賞：1回（2024-25年）

## 代表歴

### 出場大会
- U-21日本代表
  - AFC U-23選手権（2018年）
  - スポーツ・フォー・トゥモロー（SFT）プログラム 南米・日本U-21サッカー交流（2018年）
  - 2018年アジア競技大会（2018年）
- U-22日本代表
  - AFC U-23選手権2020 予選（2019年）
  - 北中米遠征（2019年）
  - キリンチャレンジカップ（2019年）
- U-24日本代表
  - 東京オリンピック（2021年）
- 日本代表
  - コパ・アメリカ2019（2019年）
  - FIFAワールドカップ アジア予選 最終予選（2021年）
  - キリンチャレンジカップ2022（2022年）
  - キリンカップサッカー2022（2022年）
  - 2022 FIFAワールドカップ（2022年）
  - キリンチャレンジカップ（2023年）
  - 2026 FIFAワールドカップ・アジア2次予選（2023年 - 2024年）
  - AFCアジアカップ2023（2024年）
  - 2026 FIFAワールドカップ・アジア3次予選（2024年 - 2025年）

### 試合数
- 国際Aマッチ 23試合 4得点（2019年 - ）

| 日本代表 | 国際Aマッチ | 国際Aマッチ |
| 年       | 出場        | 得点        |
| -------- | ----------- | ----------- |
| 2019     | 2           | 0           |
| 2021     | 0           | 0           |
| 2022     | 9           | 2           |
| 2023     | 2           | 1           |
| 2024     | 9           | 1           |
| 2025     | 1           | 0           |
| 通算     | 23          | 4           |

### 出場
| No. | 開催日         | 開催都市         | スタジアム                               | 対戦国                 | 結果         | 監督   | 大会                                   |
| --- | -------------- | ---------------- | ---------------------------------------- | ---------------------- | ------------ | ------ | -------------------------------------- |
| 1.  | 2019年6月17日  | サンパウロ       | エスタジオ・ド・モルンビー               | チリ                   | ●0-4         | 森保一 | コパ・アメリカ2019                     |
| 2.  | 2019年6月24日  | ベロオリゾンテ   | エスタジオ・ミネイロン                   | エクアドル             | △1-1         | 森保一 | コパ・アメリカ2019                     |
| 3.  | 2022年1月27日  | さいたま         | 埼玉スタジアム2002                       | 中国                   | ○2-0         | 森保一 | 2022 FIFAワールドカップ・アジア3次予選 |
| 4.  | 2022年2月1日   | さいたま         | 埼玉スタジアム2002                       | サウジアラビア         | ○2-0         | 森保一 | 2022 FIFAワールドカップ・アジア3次予選 |
| 5.  | 2022年6月2日   | 札幌             | 札幌ドーム                               | パラグアイ             | ○4-1         | 森保一 | キリンチャレンジカップ2022             |
| 6.  | 2022年6月6日   | 新宿             | 国立競技場                               | ブラジル               | ●0-1         | 森保一 | キリンチャレンジカップ2022             |
| 7.  | 2022年6月10日  | 神戸             | ノエビアスタジアム神戸                   | ガーナ                 | ○4-1         | 森保一 | キリンカップサッカー2022               |
| 8.  | 2022年9月23日  | デュッセルドルフ | デュッセルドルフ・アレーナ               | アメリカ合衆国         | ○2-0         | 森保一 | 国際親善試合                           |
| 9.  | 2022年11月23日 | ライヤーン       | ハリーファ国際スタジアム                 | ドイツ                 | ○2-1         | 森保一 | 2022 FIFAワールドカップ                |
| 10. | 2022年12月1日  | ライヤーン       | ハリーファ国際スタジアム                 | スペイン               | ○2-1         | 森保一 | 2022 FIFAワールドカップ                |
| 11. | 2022年12月5日  | アル＝ワクラ     | アル・ジャヌーブ・スタジアム             | クロアチア             | △1-1 (PK1-3) | 森保一 | 2022 FIFAワールドカップ                |
| 12. | 2023年6月20日  | 吹田             | パナソニックスタジアム吹田               | ペルー                 | ○4-1         | 森保一 | キリンチャレンジカップ2023             |
| 13. | 2023年9月12日  | ヘンク           | セゲカ・アレーナ                         | トルコ                 | ○4-2         | 森保一 | キリンチャレンジカップ2023             |
| 14. | 2024年1月19日  | ライヤーン       | エデュケーション・シティ・スタジアム     | イラク                 | ●1-2         | 森保一 | AFCアジアカップ2023                    |
| 15. | 2024年1月24日  | ドーハ           | アル・トゥマーマ・スタジアム             | インドネシア           | ○3-1         | 森保一 | AFCアジアカップ2023                    |
| 16. | 2024年2月3日   | ライヤーン       | エデュケーション・シティ・スタジアム     | イラン                 | ●1-2         | 森保一 | AFCアジアカップ2023                    |
| 17. | 2024年3月21日  | 東京             | 国立競技場                               | 朝鮮民主主義人民共和国 | ○1-0         | 森保一 | 2026 FIFAワールドカップ・アジア2次予選 |
| 18. | 2024年6月6日   | ヤンゴン         | トゥウンナ・スタジアム                   | ミャンマー             | ○5-0         | 森保一 | 2026 FIFAワールドカップ・アジア2次予選 |
| 19. | 2024年9月5日   | さいたま         | 埼玉スタジアム2002                       | 中国                   | ◯7-0         | 森保一 | 2026 FIFAワールドカップ・アジア3次予選 |
| 20. | 2024年10月10日 | ジッダ           | キング・アブドゥッラー・スポーツ・シティ | サウジアラビア         | ○2-0         | 森保一 | 2026 FIFAワールドカップ・アジア3次予選 |
| 21. | 2024年11月15日 | ジャカルタ       | ゲロラ・ブン・カルノ・スタジアム         | インドネシア           | ○4-0         | 森保一 | 2026 FIFAワールドカップ・アジア3次予選 |
| 22. | 2024年19日     | 廈門             | 廈門白鷺体育場                           | 中国                   | ○3-1         | 森保一 | 2026 FIFAワールドカップ・アジア3次予選 |
| 23. | 2025年3月25日  | さいたま         | 埼玉スタジアム2002                       | サウジアラビア         | △0-0         | 森保一 | 2026 FIFAワールドカップ・アジア3次予選 |

### ゴール
| #  | 開催年月日    | 開催地       | スタジアム                   | 対戦国     | 勝敗         | 試合概要                               |
| -- | ------------- | ------------ | ---------------------------- | ---------- | ------------ | -------------------------------------- |
| 1. | 2022年6月10日 | 神戸         | ノエビアスタジアム神戸       | ガーナ     | ○4-1         | キリンカップサッカー2022               |
| 2. | 2022年12月5日 | アル＝ワクラ | アル・ジャヌーブ・スタジアム | クロアチア | △1-1 (PK1-3) | 2022 FIFAワールドカップ                |
| 3. | 2023年6月20日 | 吹田         | パナソニックスタジアム吹田   | ペルー     | ○4-1         | キリンチャレンジカップ2023             |
| 4. | 2024年9月5日  | さいたま     | 埼玉スタジアム2002           | 中国       | ◯7-0         | 2026 FIFAワールドカップ・アジア3次予選 |